# إنتاج القمح في الولايات المتحدة
ينتج محصول القمح في كل ولاية تقريبًا في الولايات المتحدة، وهو من الحبوب الرئيسية التي تزرع في البلاد. لكن يختلف النوع والكمية بين المناطق. تحتل الولايات المتحدة المرتبة الرابعة من حيث حجم إنتاج القمح ، حيث تم إنتاج ما يقرب من 50 مليون طن في عام 2020 ، بعد الصين والهند وروسيا. تحتل الولايات المتحدة المرتبة الأولى في حجم صادرات المحاصيل ؛ يتم تصدير ما يقرب من 50 ٪ من إجمالي إنتاجها من القمح.
تحدد وزارة الزراعة الأمريكية ثماني فئات رسمية من القمح: القمح القاسي ، والقمح الربيعي الأحمر الصلب ، والقمح الشتوي الأحمر الصلب ، والقمح الشتوي الأحمر الناعم ، والقمح الأبيض الصلب ، والقمح الأبيض الناعم ، والقمح غير المصنف ، والقمح المختلط. يمثل القمح الشتوي 70 إلى 80 في المائة من إجمالي الإنتاج في الولايات المتحدة ، ويتم إنتاج أكبر كميات في كانساس (10.8 مليون طن) وداكوتا الشمالية (9.8 مليون طن). يتم تصدير محصول القمح الربيعي الأحمر الأمريكي إلى أكثر من 70 دولة كل عام بنسبة 55٪. يتم تصدير 50٪ من إجمالي إنتاج الدولة من القمح بقيمة 9 مليار دولار أمريكي.